# Муравицкий, Юрий Витальевич
Ю́рий Вита́льевич Мурави́цкий (род. 12 апреля 1978, Бердичев, Украинская ССР) — российский театральный и кинорежиссёр, драматург, актёр.

## Биография
В 1999 году окончил актёрский факультет Воронежской государственной академии искусств. В 2006 году окончил Театральный институт имени Бориса Щукина при Театре имени Евгения Вахтангова (режиссёрский факультет, курс М. Б. Борисова). С 2006 по 2008 год прошёл стажировку на кафедре режиссуры Театрального института имени Бориса Щукина.
С января 2013 года по июнь 2020 года художественный руководитель независимого театра «18+» в Ростове-на-Дону.
С октября 2014 года куратор актёрской лаборатории в Московской школе нового кино.
В декабре 2021 года назначен главным режиссёром Театра на Таганке. В феврале 2023 года покинул эту должность.
В 2023 году в качестве режиссёра приступил к съёмкам фильма «Исчезнувший велосипедист» по пьесе Константина Костенко. Этот проект — полнометражный игровой дебют Муравицкого в кино.

## Театральные постановки
- 2024 — «Вакханки» (по трагедии Еврипида), учебный театр Московского международного университета[6]
- 2023 — «Как вам это понравится?» (по пьесе Уильяма Шекспира), Московский Художественный театр имени А. П. Чехова
- 2023 — «Король» (опера Умберто Джордано), Камерная сцена Большого театра
- 2023 — «Чёрная кошка, белый кот» (по сюжету Э. Кустурицы), Театр на Таганке
- 2022 — «Ричард III» (по пьесе Уильяма Шекспира), учебный театр Московского международного университета
- 2022 — «Слуга двух господ» (по произведению К. Гольдони), Театр имени Пушкина
- 2022 — «Как мы хоронили Иосифа Виссарионовича» (по пьесе А. Соломонова), Театр.doc
- 2021 — «Rewizor» (по пьесе Н. Гоголя), Драматический театр Варшавы[пол.], Варшава
- 2021 — «Вишнёвый сад. Комедия» (по пьесе А. Чехова), Театр на Таганке
- 2021 — «Эмигранты» (по пьесе С. Мрожека), Театральное агентство Арт-Партнёр XXI
- 2020 — «The Dumb Waiter / Немой официант» (по пьесе Г. Пинтера), Театр Человек
- 2020 — «Двенадцатая ночь, или Как угодно» (по пьесе У. Шекспира), Никитинский театр
- 2020 — «Lё Тартюф. Комедия» (по пьесе Мольера), Театр на Таганке
- 2019 — «Длань Господня» (по пьесе Р. Аткинса), Театр.doc
- 2019 — «28 дней» (по пьесе О. Шиляевой), Театр.doc
- 2019 — «Не удивляйся, когда придут поджигать твой дом» (по пьесе П. Демирского), Русский театр Эстонии и театральный центр «Vaba Lava», Нарва[7]
- 2018 — «Ханана» (по пьесе Г. Грекова), Театр «18+»
- 2017 — «Вижу тебя, знаю тебя / Ich sehe dich, ich kenne dich» (драматург В. Печейкин), германо-российский проект «Generic Space», Берлин[8][9]
- 2017 — «Дни бунта» / Riot Days (по книге М. Алёхиной)
- 2016 — «Чайка I» (по пьесе А. Чехова), Электротеатр Станиславский
- 2015 — «Переворот» (по текстам Д. Пригова), Мастерская Брусникина
- 2014 — «День Победы» (по пьесе М. Дурненкова), Театр на Таганке
- 2013 — «Невероятные приключения Юли и Наташи» (по пьесе Г. Грекова и Ю. Муравицкого), Театр «18+»
- 2013 — «Папа уходит, мама врет, бабушка умирает» (по книге Ф. Ивер), Центр имени Вс. Мейерхольда
- 2013 — «Папа» (драм. Любови Мульменко), Театр «18+»[10][11][12]
- 2012 — «Ставангер» (по пьесе М. Крапивиной), Русский театр Эстонии, Таллин
- 2012 — «Артемий Лебедев. Человек.doc» (по тексту В. Забалуева), Политеатр
- 2011 — «Блоха» (по пьесе Е. Замятина) Калининградский областной драматический театр
- 2011 — «Зажги мой огонь» (автор проекта А. Денисова), Театр.doc («Лучший спектакль-эксперимент» на «Золотой маске»-2012)[13]
- 2010 — «Сердце не камень» (по пьесе А. Островского) Пермский академический Театр-Театр
- 2009 — «Третья смена» (по пьесе П. Пряжко), Лысьвенский театр драмы им. А. Савина (при поддержке Фонда Михаила Прохорова)
- 2009 — «Игроки» (по пьесе Н. Гоголя), Омский академический театр драмы
- 2009 — «Заsада» (рэп-драма по тексту М. Угарова, Ю. Клавдиева), Театр «Сцена-Молот», Пермь
- 2008 — «Кубик Рубика» (автор и исполнитель Егор Цыганок «Сайко»), Театр.doc
- 2008 — «Майзингер» (по пьесе Г. Грекова), Центр Драматургии и Режиссуры Алексея Казанцева и Михаила Рощина
- 2007 — «Остров Рикоту» (по пьесе Н. Мошиной), Театральное объединение «Северная сцена», Новый Уренгой
- 2007 — «Турандот» (по пьесе К. Гоцци), Омский академический театр драмы

## Драматургия
- «Кастинг» (в соавторстве с Германом Грековым)
- «Невероятные приключения Юли и Наташи» (в соавторстве с Германом Грековым)
- «Одноклассники»
- «Порнография»
- «Фома»

## Фильмография
Актёр
- 2002 — Следствие ведут ЗнаТоКи. Третейский судья — эпизод
- 2003 — На углу, у Патриарших — эпизод
- 2003 —  Даша Васильева. Любительница частного сыска: За всеми зайцами — Дима
- 2016 — Страшная сказка о нехорошей девочке, которая убила свою мачеху, но раскаялась — Мужчина

Режиссёр
- 2019 — Разбор (к/м)
- 2023 — Исчезнувший велосипедист (постпродакшн)[14]

## Награды и номинации
- премия журнала «Сноб» — «Сделано в России» в номинации «Театр»[источник не указан 806 дней];
- премия Herald Angel Award и Total Theatre Award в номинации Innovation, Experimentation & Playing with Form Эдинбургского фестиваля «Фриндж»[источник не указан 806 дней];
- премия "Золотая маска"-2012 в номинации "Эксперимент"  — спектакль "Зажги мой огонь" Театр.doc
- номинация «Лучшая работа режиссёра» на «Золотой маске»-2019 — спектакль «Ханана», Театр «18+», Ростов-на-Дону[15];
- номинация «Лучшая работа режиссёра» на «Золотой маске»-2020 — спектакль «28 дней», Театр.doc, Москва[16];
- номинация «Лучшая работа режиссёра» на «Золотой маске»-2022 — спектакль «Двенадцатая ночь, или Как угодно», Никитинский театр, Воронеж[17].